# Henri Decaë
Henri Decaë, ou Henri Decae, né le 31 juillet 1915 à Saint-Denis, et mort le 7 mars 1987 à Suresnes, est un directeur de la photographie français. 

## Biographie
Henri Decaë travaille comme photojournaliste dans l'Armée de l'air française pendant la Seconde Guerre mondiale. À l'exception de son travail comme opérateur sur quelques films de Marco de Gastyne, il commence sa carrière en réalisant des courts métrages, notamment pour Jean Mineur chez lequel il rencontre Jean-Pierre Melville. Il se consacre dès lors à son métier de directeur de la photographie. Il travaille à ce titre sur les deux premiers longs métrages de Melville, Le Silence de la mer et Les Enfants terribles.  Au fil des années, Melville et Decaë retravaillent ensemble à plusieurs reprises, notamment en 1967 sur Le Samouraï et en 1970 sur Le Cercle rouge.  
À la fin des années 1950, Henri Decaë participe à trois des films fondateurs de la Nouvelle Vague : Ascenseur pour l'échafaud de Louis Malle, Le Beau Serge de Claude Chabrol et Les Quatre Cents Coups de François Truffaut.

## Filmographie

### Années 1940
- 1948 : Les Drames du Bois de Boulogne, de Jacques Loew (court métrage)
- 1949 : Le Silence de la mer, de Jean-Pierre Melville

### Années 1950
- 1950 : Les Enfants terribles, de Jean-Pierre Melville
- 1951
  - Si ça vous chante, de Jacques Loew
  - Bertrand cœur de lion, de Robert Dhéry
  - La Course de taureaux, de Pierre Braunberger
- 1952 : Au cœur de la Casbah, de Pierre Cardinal
- 1954 : Navigation marchande, de Georges Franju (court-métrage)
- 1955
  - Bob le flambeur, de Jean-Pierre Melville
  - Crèvecœur, de Jacques Dupont (documentaire)
- 1957
  - Piano mon ami, de Claude-Yvon Leduc (documentaire)
  - S.O.S. Noronha, de Georges Rouquier
- 1958
  - Ascenseur pour l'échafaud, de Louis Malle
  - Le Beau Serge, de Claude Chabrol
  - Le Désir mène les hommes, de Mick Roussel
  - Les Amants, de Louis Malle
- 1959
  - La Sentence, de Jean Valère
  - Les Cousins, de Claude Chabrol
  - Les Quatre Cents Coups, de François Truffaut
  - Un témoin dans la ville, d'Édouard Molinaro
  - À double tour, de Claude Chabrol

### Années 1960
- 1960
  - Quelle joie de vivre (Che gioia vivere), de René Clément
  - Plein Soleil, de René Clément
  - Les Bonnes Femmes, de Claude Chabrol
- 1961
  - Léon Morin, prêtre, de Jean-Pierre Melville
- 1962
  - Vie privée, de Louis Malle
  - Les Sept Péchés capitaux (segments La Paresse, La Luxure et L'Orgueil)
  - Eva, de Joseph Losey
  - Les Dimanches de Ville d'Avray, de Serge Bourguignon
- 1963
  - Le Jour et l'Heure, de René Clément
  - La Porteuse de pain, de Maurice Cloche
  - L'Aîné des Ferchaux, de Jean-Pierre Melville
  - Dragées au poivre, de Jacques Baratier
- 1964
  - La Tulipe noire, de Christian-Jaque
  - La Ronde, de Roger Vadim
  - Les Félins, de René Clément
  - Week-end à Zuydcoote, de Henri Verneuil
- 1965
  - Le Corniaud, de Gérard Oury
  - Viva María!, de Louis Malle
- 1966
  - Paradiso, hôtel du libre-échange (Hotel Paradiso), de Peter Glenville
- 1967
  - La Nuit des généraux (The Night of the Generals), d'Anatole Litvak
  - Le Voleur, de Louis Malle
  - Le Samouraï, de Jean-Pierre Melville
  - Les Comédiens (The Comedians), de Peter Glenville
- 1968
  - Diaboliquement vôtre, de Julien Duvivier
- 1969
  - Un château en enfer (Castle Keep), de Sydney Pollack
  - Le Clan des Siciliens, de Henri Verneuil

### Années 1970
- 1970 : Las Vegas, un couple (The Only Game in Town), de George Stevens
- 1970 : Hello-Goodbye, de Jean Negulesco
- 1970 : Le Cercle rouge, de Jean-Pierre Melville
- 1971 : Le Phare du bout du monde (The Light at the Edge of the World), de Kevin Billington
- 1971 : Jo, de Jean Girault
- 1971 : La Folie des grandeurs, de Gérard Oury
- 1972 : Le Droit d'aimer, d'Éric Le Hung
- 1973 : Don Juan ou Si Don Juan était une femme..., de Roger Vadim
- 1973 : Brève rencontre à Paris, de Robert Wise
- 1973 : Les Aventures de Rabbi Jacob, de Gérard Oury
- 1974 : La Moutarde me monte au nez, de Claude Zidi
- 1975 : Isabelle devant le désir, de Jean-Pierre Berckmans
- 1975 : La Course à l'échalote, de Claude Zidi
- 1975 : Sept hommes à l'aube (Operation: Daybreak) de Lewis Gilbert
- 1976 : Seven Nights in Japan, de Lewis Gilbert
- 1977 : Bobby Deerfield, de Sydney Pollack
- 1977 : Le Point de mire, de Jean-Claude Tramont
- 1977 : Mort d'un pourri, de Georges Lautner
- 1978 : Ils sont fous ces sorciers, de Georges Lautner
- 1978 : Ces garçons qui venaient du Brésil (The Boys from Brazil), de Franklin J. Schaffner
- 1979 : Le Dernier contrat (The Hard Way), de Michael Dryhurst (TV)
- 1979 : Flic ou voyou, de Georges Lautner
- 1979 : An Almost Perfect Affair, de Michael Ritchie

### Années 1980
- 1980 : Le Guignolo, de Georges Lautner
- 1980 : L'Île sanglante (The Island), de Michael Ritchie
- 1980 : Le Coup du parapluie, de Gérard Oury
- 1980 : Inspecteur la Bavure, de Claude Zidi
- 1981 : Est-ce bien raisonnable ?, de Georges Lautner
- 1981 : Le Professionnel, de Georges Lautner
- 1983 : L'Été de nos quinze ans, de Marcel Jullian
- 1983 : Exposed, de James Toback
- 1983 : Attention, une femme peut en cacher une autre !, de Georges Lautner
- 1984 : Les parents ne sont pas simples cette année, de Marcel Jullian
- 1984 : La Vengeance du serpent à plumes, de Gérard Oury
- 1987 : Riviera, de John Frankenheimer, sous le pseudonyme de Alan Smithee (TV)

## Prononciation
La terminaison "ë" est soufflée, Decaë se prononce Deca (phonétique : dekə).